# 三浦の乱
三浦の乱（さんぽのらん、サムポのらん）とは、1510年（中宗4年）に朝鮮国慶尚道で起きた、対馬守護宗氏と恒居倭人（朝鮮居留日本人）による反乱。朝鮮名庚午三浦倭乱（경오 삼포 왜란）。

## 概要
15世紀、朝鮮半島南部に三浦と呼ばれる日本人居留地が存在し、宗氏を始めとする西日本諸勢力は三浦を拠点に朝鮮に通交をしていた。朝鮮にとってこうした通交は多大な負担であり、次第に制限を加えていった。それに対し宗氏にとって通交の制限は受け入れられるものではなく、両者の間に確執が生まれた。また三浦居住の恒居倭の増加に伴い様々な問題が生じ、朝鮮は恒居倭に対し強硬な姿勢で臨むようになった。こうした中で蓄積された日本人の不満は、1510年に三浦の乱という形で爆発するが、朝鮮に鎮圧された。その結果、三浦居留地は廃止され、通交も大幅な制限を受けることになり、宗氏は偽使の派遣や、通交権の対馬集中といった活路を模索することになった。

## 乱の背景
中世東アジアにおいて前期倭寇と呼ばれる海上勢力が猛威を奮い、朝鮮は討伐・懐柔・室町幕府への鎮圧要請など、様々な対応を余儀なくされていた。朝鮮は農本主義を国是としており、本来なら、国内で産出することの無い必要最小限の物資の入手を除けば、外国との交易を必要としていなかった。しかし倭寇沈静化を図り、通交権をもって西日本諸勢力から倭寇禁圧の協力を取りつけ、また倭寇自体を平和的通交者へと懐柔していった。特に対馬は倭寇の一大拠点と目されており、対馬守護であった宗氏に対してもこうした協力が要請され、宗氏もそれに応えて日朝交易に積極的に参加をしていった。
李氏朝鮮建国当初は、入港場に制限はなく、通交者は随意の浦々に入港することが可能であった。しかし各地の防備の状況が倭寇に漏れるのを恐れ、交易統制のためもあり、1407年、朝鮮は興利倭船（米、魚、塩など日常品の交易をする船）の入港場を釜山浦・薺浦（乃而浦とも、慶尚南道の昌原市）に制限し、1410年には使送船（使節による通交船）についても同様の措置が取られた。1426年、対馬の有力者早田氏が慶尚道全域で任意に交易できるよう要求したのに対し、拒絶する代償として塩浦（蔚山広域市）を入港場に追加した。これら釜山浦・薺浦・塩浦を総称して三浦と呼ぶ。（浦は港の意味）

### 交易の制限
中世日朝交易は、通交使節による進上と回賜、朝鮮国による公貿易、日朝双方の商人による私貿易の三つの形態が組み合わさったものであった。朝鮮にとって公貿易は利益を産み出すものではなく国庫を圧迫する要因となっていた。また朝鮮国内における通交者の滞在費・交易品の輸送も朝鮮側が担っており、こうした負担も無視出来ないものであった。日本経済の発達に伴い交易量が増大した結果、朝鮮はこうした負担に耐えられなくなり、交易の制限を図るようになった。それに対し、対馬は山がちで耕地が少なく土地を通じた領国支配は困難であったため、宗氏は通交権益の知行化を通じて有力庶家の掌握や地侍の被官化を行い、領国支配を推し進めていた（宗氏領国）。また主家である少弐氏の敗勢により九州北部の所領を喪失し、家臣に代替として通交権益を宛がう必要もあり、通交の拡大を望みこそすれ制限は受け入れられるものではなかった。そのため、宗氏は様々な手段で通交の拡大を図り、朝鮮王朝と軋轢を引き起こすことになった。
1443年の嘉吉条約により、朝鮮は対馬から通交する歳遣船（毎年派遣される使送船）の上限を年間50隻に定めた。それに対し宗氏は特送船（緊急の用事で送る使送船）を歳遣船の定数外とし、島主歳遣船（宗氏本宗家名義の歳遣船）とは別に有力庶家名義の歳遣船を定約し、また島主歳遣船の上限を引き上げるよう要求したが、これは朝鮮から拒絶された。さらに対馬島外勢力や実在しない勢力名を騙った新たな通交者の偽使を仕立て上げ、通交の拡大を図った。
当時の日朝貿易における日本側の輸出品は胡椒・丹木・朱紅・銅・金等であり、朝鮮側の輸出品は綿布であった。朝鮮は綿布の国庫備蓄が底をつくことを恐れ、1488年に綿布の交換レートの引き上げを行い、1494年には金・朱紅の公貿易禁止、1498年には銅の公貿易も禁止した。それに対し宗氏は、それまでは外交交渉のために使用していた特送船を使って、銅の輸出を図った。1500年に朝鮮に訪れた宗氏の使者は、11万5千斤の銅を持ち込むが、朝鮮は3分の1を買い取り、残りは持ち帰らせた。2年後、再度訪れた使者は残余の買い取りを迫ったが、朝鮮は綿布の交換レートを引き上げた上での3分の1の買い取りを提示し、交渉は物別れに終わった。翌々年、三度交渉するが不調に終わった。資料が残っておらず結果は不明ながら、1508年にもまた同様の交渉が行われている。こうした大量の銅は、宗氏が新たに入手したものではなく、朝鮮が交易の制限を強化していく中、対馬・博多において大量に過剰在庫となって溜まっていたものと考えられる。こうした交易の制限を巡る軋轢が繰返される中、宗氏は不満を募らせ、三浦の乱の一因となった。

### 恒居倭の増加
朝鮮の当初の目論見では、三浦は入港場にすぎず、日本人の定住は想定していなかった。しかし対馬は土地が痩せていて、島内で過剰人口を吸収できず、交易従事者のみならず三浦に定住する日本人（恒居倭）が出現した。彼らは倭館の関限を超えて居住し、田地を購入して、耕作や朝鮮半島沿岸での漁業、密貿易など様々な活動を行った。朝鮮は、恒居倭の倭寇化を恐れ、検断権（警察・司法権）・徴税権といった行政権を行使できず、日本人有力者による自治に任せるままであった。朝鮮は恒居倭の増加を危惧し、宗氏に恒居倭を送還するよう度々要請した。宗氏は当初恒居倭を掌握しておらず、自身の支配下にある対馬への送還に熱心であった。しかし1436年の送還により宗氏の支配下にない者達が一掃され、以降三浦は宗氏の派遣する三浦代官の支配するところとなった。その結果、宗氏は送還に消極的になり、三浦人口は1436年の206人から1466年には1650余人、1494年には3105人まで急増することになった。
恒居倭の増加に伴い、恒居倭による漁場の占拠、恒居倭の倭寇化、密貿易の恒常化及び恒居倭と朝鮮人の癒着、三浦周辺朝鮮人の納税回避、朝鮮人水賊の活発化など、様々な問題が噴出する。朝鮮王朝は三浦の状況を、「譬えるなら、腫瘍が腹に出来、すぐにでも崩れそうな状況」と危機感を募らせていった。
15世紀末、こうした事態に耐えかねた朝鮮国は、恒居倭に対して強硬姿勢に転じた。辺将による納税の論告を行い、三浦代官の協力を得た上ながら海賊行為を働いた者を捕らえて処刑するなど、それまで恒居倭に対し行えなかった検断権・徴税権行使を試みるようになった。また三浦の辺将に中央高官を任命し、厳重な取締りを行わせた。こうした中、無実の日本人が海賊と間違われて斬られる、といった事件が起こって日本人の不満は爆発した。

## 乱の展開
1510年。事の発端は釣りに向かう薺浦の恒居倭人4名を、海賊と誤認した朝鮮役人が斬殺した事にあった。日ごろから折り合いの悪かった三浦の恒居倭人は、この事態に憤慨し一斉に武器を持って立ち上がった。
さらに、4月4日、対馬から宗盛順率いる援軍を加えた恒居倭は、約4500の兵力をもって三浦の乱を起こした。これは宗氏主導で計画的に起こされたものと考えられている。彼らの目的は、強硬な取締りを行った辺将を討取り、朝鮮王朝の行なった交易の制限、恒居倭に対する検断権・徴税権の行使といった倭人抑圧政策の変更を迫る事にあった。
倭軍は、釜山浦・薺浦の僉使営を陥落させ、釜山浦では辺将を討取り、薺浦では生け捕りにした。さらに釜山浦から東萊城、薺浦から熊川城へ攻め進むが反撃に会い攻撃は頓挫した。4月9日頃、倭軍は兵の一部を対馬へ撤退させた。盛親は残りを薺浦へ集結させて自ら講和交渉に臨もうとしたが、朝鮮は講和に応じず、4月19日、朝鮮軍は薺浦へ攻撃をかけ、薺浦は陥落。倭軍は対馬へ撤退した。6月末、倭軍は再度来攻したが、撃退された。

## 乱の顛末
この事件により日朝の国交は断絶状態となった。これは宗氏以外の全ての受職人（朝鮮から官位を貰っている者）・受図書人（通交許可を受けている者）に対しても同様であった。しかしながら、交易で生計を立てている対馬と、胡椒・丹木・銅などの輸入を対馬に全面的に依存している朝鮮の双方は、折り合いを付ける必要に迫られ、1512年、壬申約条により和解が成立した。
これにより交易は再開され倭館も再び開かれた。しかし、入港地は薺浦のみに制限され、歳遣船は半減、特送船の廃止、日本人の駐留の禁止、受職人・受図書人も再審査を受けるなど、通交は以前より制限されたものになった。また、暴動対策のため備辺司が設置された。その後、薺浦一港だけでは港受入れは難しいとの理由から、釜山浦も再び開かれるが、1544年に蛇梁倭変が起こり、再び国交は断絶した。1547年の丁未約条を以って交易が再開されるが、入港地は釜山浦一港に制限され、これが近代倭館へと続いていくことになる。
宗氏にとって三浦の喪失と通交の制限は大きな痛手であり、日本国王使の偽使の派遣、通交権の対馬集中といった方策を持って三浦の乱による損失の穴埋めを図ることになる。

### 偽使の派遣
壬申約条において通交に制限を加えられたのは、宗氏のように朝鮮にとって陪臣にあたる者達であり、朝鮮と同格である日本国王（室町幕府）の使節の通交を制限するものではなかった。宗氏はこの点に着目し、日本国王使の偽使を仕立て上げ通交を行おうとした。偽使の派遣は三浦の乱以前にも行われていたが、三浦の乱をきっかけに本格化することになった。
また交易目的だけではなく、三浦の乱や蛇梁倭変の講和のような重要な交渉時にも、交渉を有利にするため、偽の日本国王使を派遣した。その結果、三浦の乱後の1511～1581年までの間、日本国王使は22回通交することになるが、その中で本物の日本国王使は2回に過ぎず、残りの20回は宗氏の仕立て上げた偽使であった。この偽使の派遣により、壬申約条による交易の制限は事実上有名無実化されることになる。
日本国王使の派遣には朝鮮が室町幕府に発行する象牙符が必要であった。象牙符は大友氏と大内氏が所持するものであり、偽の日本国王使の派遣には大友氏、大内氏の協力が欠かせず、宗氏は両氏との関係の緊密化に腐心することになる。

### 通交権の対馬集中
三浦の乱以前には、九州・中国地方の諸勢力も朝鮮から図書を受け通交していたが、三浦の乱を境に通交権は宗氏に集中し、日朝貿易の独占が行われるようになる。ただし、宗氏による通交権の集中は三浦の乱以前から行われていた可能性も指摘されている。こうして日朝交易から締め出された勢力の一部は明人海商と結びつき、後期倭寇の一翼を担うようになる。後期倭寇は主に明国沿岸部で活動したが、朝鮮半島沿岸部も活発に襲撃し朝鮮を苦しめている。後期倭寇はそれまでの倭寇と違い通交権を盾にした統制の効かない相手であり、朝鮮は有効な対策を打ち出せないまま、1588年の豊臣秀吉の海賊停止令により倭寇が終息するまで苦しめられることになる。